# Niels Schiørring
 Ikke at forveksle med Nils Schiørring.
Niels Schiørring (født 1743 på Ulstrup i Aarhus Stift, død 6. februar 1798) var en dansk musiker, gift med Mette Marie Rose.
Den første undervisning i musik fik han af sin morbroder organist Lütken i Horsens. Senere studerede han under Johan Adolph Scheibe i København og Carl Philipp Emanuel Bach i Hamborg og uddannede sig navnlig til en dygtig klaverspiller.
Da teaterbestyrelsen i København for at fremme udviklingen af en national opera i 1773 besluttede sig til at oprette en dansk syngeskole og give orkestret en bedre indretning, blev Schiørring ansat som cembalist i Det Kongelige Kapel med forpligtelse til at undervise de danske sangere og sangerinder og gennemgå deres partier med dem samt akkompagnere i orkestret ved opførelsen af danske syngestykker. Desuden skulle han medvirke i musikopførelserne ved hoffet som akkompagnatør og koncertspiller. 1775 udnævntes han til kongelig kammermusikus.
Ved siden af sin praktiske musikalske virksomhed fik han tid og lejlighed til at udføre et betydeligt arbejde som samler af sjældne bøger og musikværker, portrætter m. m. En stor del af disse skatte gik desværre tabt ved slotsbranden 1794. Nogle sange som han udgav 1787, roses for deres varme følelse.
Som komponist var han imidlertid kun lidet produktiv. Derimod gjorde han sig fortjent ved at udgive forskellige samlinger af dels kirkelige, dels verdslige sange. Mest kendt er hans Koralbog (1783), Selskabssange med Melodier (1783-89) og Arier og Sange af danske og oversatte Syngestykker (1786-89).
Schiørring var ikke blot en dygtig og kundskabsrig musiker, men også uden for sit egentlige fag en anset og betroet mand. Charlotte Biehl omtaler således i sine meddelelser om regeringsforandringen 14. april 1784 1784, at de kabinetsordrer, hvorved det var blevet brug at afgøre statens anliggender, undertiden blev forelagte kongen af kammermusikus Schiørring, «under hvis opsigt kongen ofte skrev Breve af største Betydenhed».
Schiørring var gift med den smukke og talentfulde Mette Marie født Rose.
Rasmus Nyerup: Lit. Lex.
Gerber: Neues Lex. d. Tonkünstler
Edgar Collin: For Historie og Statistik II, 191.
Historisk Tidsskrift 3. række, V, 289.
V.C. Ravn.